# Władcy Lothier
Lothier – część Dolnej Lotaryngii, która pozostawała pod władzą książąt  Brabancji od 1190 r. do 1794 r., kiedy to ziemie te zostały przyłączone do Francji. Tytuł księcia Lothier był tytułem czysto honorowym i nie niósł ze sobą żadnych przywilejów i obowiązków.